# Liste der Monuments historiques in Bazauges
Die Liste der Monuments historiques in Bazauges führt die Monuments historiques in der französischen Gemeinde Bazauges auf.

## Liste der Objekte
Zum Verständnis siehe: Kirchenausstattung
| Bezeichnung            | Beschreibung            | Standort                       | Kennzeichnung | Schutzstatus | Datum | Bild |
| ---------------------- | ----------------------- | ------------------------------ | ------------- | ------------ | ----- | ---- |
| Weihrauchfass          | Bronze, 17. Jahrhundert | in der Kirche St-Martin (Lage) | PM17000656    | Classé       | 1991  |      |
| Liturgische Bekleidung | Stoff, 18. Jahrhundert  | in der Kirche St-Martin (Lage) | PM17000657    | Classé       | 1991  |      |